# Sitamarhi
Sitamarhi è una suddivisione dell'India, classificata come municipality, di 56.769 abitanti, capoluogo del distretto di Sitamarhi, nello stato federato del Bihar. In base al numero di abitanti la città rientra nella classe II (da 50.000 a 99.999 persone).

## Geografia fisica
La città è situata a 26° 36' 0 N e 85° 28' 60 E e ha un'altitudine di 55 m s.l.m..

## Società

### Evoluzione demografica
Al censimento del 2001 la popolazione di Sitamarhi assommava a 56.769 persone, delle quali 30.483 maschi e 26.286 femmine. I bambini di età inferiore o uguale ai sei anni assommavano a 8.930, dei quali 4.798 maschi e 4.132 femmine. Infine, coloro che erano in grado di saper almeno leggere e scrivere erano 36.756, dei quali 21.655 maschi e 15.101 femmine.